# Le Syndrome de Caïn
Le Syndrome de Caïn est une série de bande dessinée écrite par Nicolas Tackian, dessinée par Red et coloriée par Luca Malisan. Ses six albums ont été publiés entre 2007 et 2009 dans la collection « Terres Secrètes » de la maison d'édition française Soleil.

## Commentaires
« Le Syndrome est né de nombreuses sources d’inspirations qui m’accompagnent depuis toujours. D’abord ma fascination pour les mythes, qu’ils appartiennent à la mythologie classique, aux univers imaginaires de la Fantasy ou des jeux de rôles, ou à la religion et puis, sans aucun doute, à l’attachement personnel que j’ai développé pour le thème de la vie éternelle. »

— Nicolas Tackian, dans une interview aux éditions ActuSF.

## Personnages
- Andréa Balgani, l'homme mystérieux de l'histoire.
- Myriam Granger, journaliste scientifique.
- Pierre Mongiot, professeur d'histoire, est frère de sang de Victor Granger, père de Myriam.
- Azad "Zed" Pakazian, enquêteur privé, est la recherche d'Andréa Balgani.
- Janus, l'ennemi diabolique.
- Victor Granger, père de Myriam.

## Albums
1. Projet Cold Fusion (janvier 2007)  (ISBN 978-2-84946-707-7)
2. Le Conseil des Ombres (septembre 2007)  (ISBN 978-2-84946-941-5)[1]
3. Les Frères d'Enoch (janvier 2008)  (ISBN 978-2-302-00067-4)
4. La Rose et la Croix (juillet 2008)  (ISBN 978-2-302-00233-3)
5. Le Cartel (janvier 2009)  (ISBN 978-2-302-00483-2)
6. L’œuvre au noir (octobre 2010)  (ISBN 978-2-302-00829-8)

### Intégrale
1. Intégrale 1 (août 2008)  (ISBN 978-2-302-00280-7)

### Traduction
- Il existe également une édition italienne[2] qui reprend les trois premiers tomes.